# Матвеев, Геннадий Константинович
Генна́дий Константи́нович Матве́ев (укр. Геннадій Костянтинович Матвєєв; 1908—1996) — советский и украинский учёный, доктор юридических наук (1951), профессор (1953).
Исследовал проблемы гражданского, семейного и международного частного права. Стал автором более 100 научных работ, в том числе монографий..

## Биография
Родился 8 [21] августа 1908 года в селе Пектубаево Вятской губернии, ныне Новоторъяльский район Республики Марий Эл.
В 1918 году, после смерти отца, мальчик попал в детдом. В 1925 году кончил среднюю школу, некоторое время находился на разных работах.

### Образование
В 1928 году поступил на юридический факультет Казанского университета, который окончил в 1933 году и продолжил своё обучение в аспирантуре этого же университета. В 1935 году был отозван из аспирантуры на преподавательскую работу на кафедру гражданского права Казанского юридического института (был образован в 1931 году как Институт советского права из юридического факультета Казанского университета, расформированный в 1952 году). Только в 1939 году защитил во Всесоюзном институте юридических наук кандидатскую диссертацию на тему «Возмещение договорного убытка». В 1951 году в Институте государства и права Академии наук СССР он защитил докторскую диссертацию на тему «Вина как основание гражданско-правовой ответственности по советскому праву».

### Деятельность
В сентябре 1938 года Геннадия Константиновича перевели на работу в Киевский государственный университет (ныне Киевский национальный университет имени Тараса Шевченко). Принимал участие в Великой Отечественной войне, откуда демобилизовался в 1946 году. Вернувшись в Киев, продолжил работу в Киевском университете, был деканом юридического факультета (1949). Стал членом КПСС. После выхода на пенсию, отдав Киевскому государственному университету более 50 лет своей жизни, продолжил преподавательскую деятельность на должности профессора-консультанта. Перешёл на созданный факультет международных отношений и международного права, где занимался с иностранными студентами. Читал лекции и доклады в Кракове, Праге, Лейпциге, Риме, Флоренции, участвовал в международных конференциях в Париже и Гааге.
Является основателем киевской школы международного частного права. Принимал участие в разработке проектов Основ гражданского законодательства СССР союзных республик, Гражданского кодекса Украинской ССР и Кодекса о браке и семье УССР.
Г. К. Матвеев занимался и общественной деятельностью. В 1947 году был избран членом гражданской коллегии Верховного суда Украинской ССР, в составе которого, не прекращая преподавательской деятельности, проработал по 1952 год. Был награждён медалями, включая «За боевые заслуги».
Умер 23 января 1996 года в Киеве. Его сын — Матвеев Юрий Геннадьевич, тоже стал учёным-правоведом.